# TOPS-20
TOPS-20 («Tenex») — операційна система, розроблена компанією BBN Technologies (Bolt, Beranek and Newman) для комп'ютерів DEC PDP-10. Tenex включала в себе повну реалізацію системи віртуальної пам'яті, що дозволяло програмам не тільки здійснювати доступ до всіх 262 кілослів пам'яті (еквівалент 1152 кілобайт), але і робити це одночасно; система сторінкової організації пам'яті копіювала дані з і на зовнішні носії при потребі.
Однією з відмінних рис Tenex був її інтерпретатор командного рядка, орієнтований на користувача. На відміну від типових систем того часу, в Tenex використовувалися довгі імена команд, навіть з надлишковими словами для ясності. Наприклад, для друку вмісту каталогу у UNIX використовується команда ls, а в Tenex — DIRECTORY (OF FILES), де DIRECTORY є ключовим словом, а OF FILES — надмірність, внесена для того, щоб зробити призначення команди більш очевидним.
До речі, саме для цієї ОС була написана програма Creeper, що могла копіювати саму себе по локальній мережі. Creeper помилково вважають одним з перших у світі вірусів.